# Alfred Rufer
Alfred Rufer (* 24. März 1885 in Münchenbuchsee; † 16. Juni 1970 in Köniz) war ein Schweizer Historiker und Archivar.

## Leben und Wirken
Alfred Rufer besuchte zunächst das Lehrerseminar in Hofwil (Kanton Bern) und studierte anschliessend Geschichte und neuere Sprachen an der Universität Bern, der Universität Berlin und der École practique des Hautes Études in Paris. Von 1921 bis zu seinem Eintritt in den Ruhestand war er als Archivar am Schweizerischen Bundesarchiv in Bern tätig. Er legte umfangreiche Veröffentlichungen zur Schweizer Geschichte vor, insbesondere aus der Zeit der Französischen Revolution und der Zeit der Helvetik. 

## Schriften
- Der Freistaat der III Bünde und die Frage des Veltlins. Korrespondenzen und Aktenstücke aus den Jahren 1796 und 1797. Zwei Teile (= Quellen zur Schweizer Geschichte. Abteilung 3, Briefe und Denkwürdigkeiten, Bd. 3 u. 4). Verl. d. Basler Buch- u. Antiquariatshandlung, Basel 1916/1917.
- Friedens- und Völkerbundsprobleme aus der Zeit der Helvetik. Edition Buch, Lungern 1925.
- Pestalozzi, die Französische Revolution und die Helvetik. Haupt, Bern 1928.
- Malans während der Revolutionszeit. Bischofberger, Chur 1936.
- Johann Gaudenz v. Salis-Seewis als Bündner Patriot und helvetischer Generalstabschef. Bischofberger, Chur 1938.
- (Bearb.): Actensammlung aus der Zeit der Helvetischen Republik (1798–1803). Bd. 12–16. Stämpfli, Berlin 1940ff.
- Novate. Eine Episode aus dem Revolutionsjahr 1793. Büchergilde Gutenberg, Zürich 1941.
- (Hrsg.): Johann Heinrich Pestalozzi / Ausgewählte Schriften. Büchergilde Gutenberg, Zürich 1945.
- Pestalozzi und die Veltlinerfrage. Aehren Verlag, Affoltern am Albis 1954.
- Die Burgdorfer Abordnung an die Konsulta in Paris. In: Burgdorfer Jahrbuch, Jg. 1958, S. 133–158.
- Ein Schweizer Student über Fichtes Vorlesungen in Jena. Aus dem Briefwechsel Johann Rudolf Stecks mit Emanuel Jakob Zehender. In: Manfred Buhr (Hrsg.): Wissen und Gewissen. Beiträge zum 200. Geburtstag Johann Gottlieb Fichtes 1762–1814. Akademie-Verlag, Berlin 1962, S. 278–291.
- Johann Baptista von Tscharner 1751–1835. Eine Biographie im Rahmen der Zeitgeschichte. Bischofberger, Chur 1963.
- Das Ende des Freistaats der Drei Bünde. Calven-Verlag, Chur 1965.
- La Suisse et la Révolution Française. Société des Études Robespierristes, Paris 1974.